# Païdochóri
Païdochóri, en grec moderne : Παϊδοχώρι, est un village du dème d'Apokóronas, dans le district régional de La Canée, de la Crète, en Grèce. Selon le recensement de 2011, la population de Païdochóri compte 106 habitants.
Le village est situé à 29 km de La Canée et à une altitude de 200 mètres.

## Recensements de la population
| Recensements | 1900 | 1920 | 1928 | 1940 | 1951 | 1961 | 1971 | 1981 | 1991 | 2001 | 2011 |
| ------------ | ---- | ---- | ---- | ---- | ---- | ---- | ---- | ---- | ---- | ---- | ---- |
| Population   | 233  | 239  | 241  | 295  | 218  | 171  | 204  | 185  | /    | 114  | 106  |